# 梅濟拉博爾采區

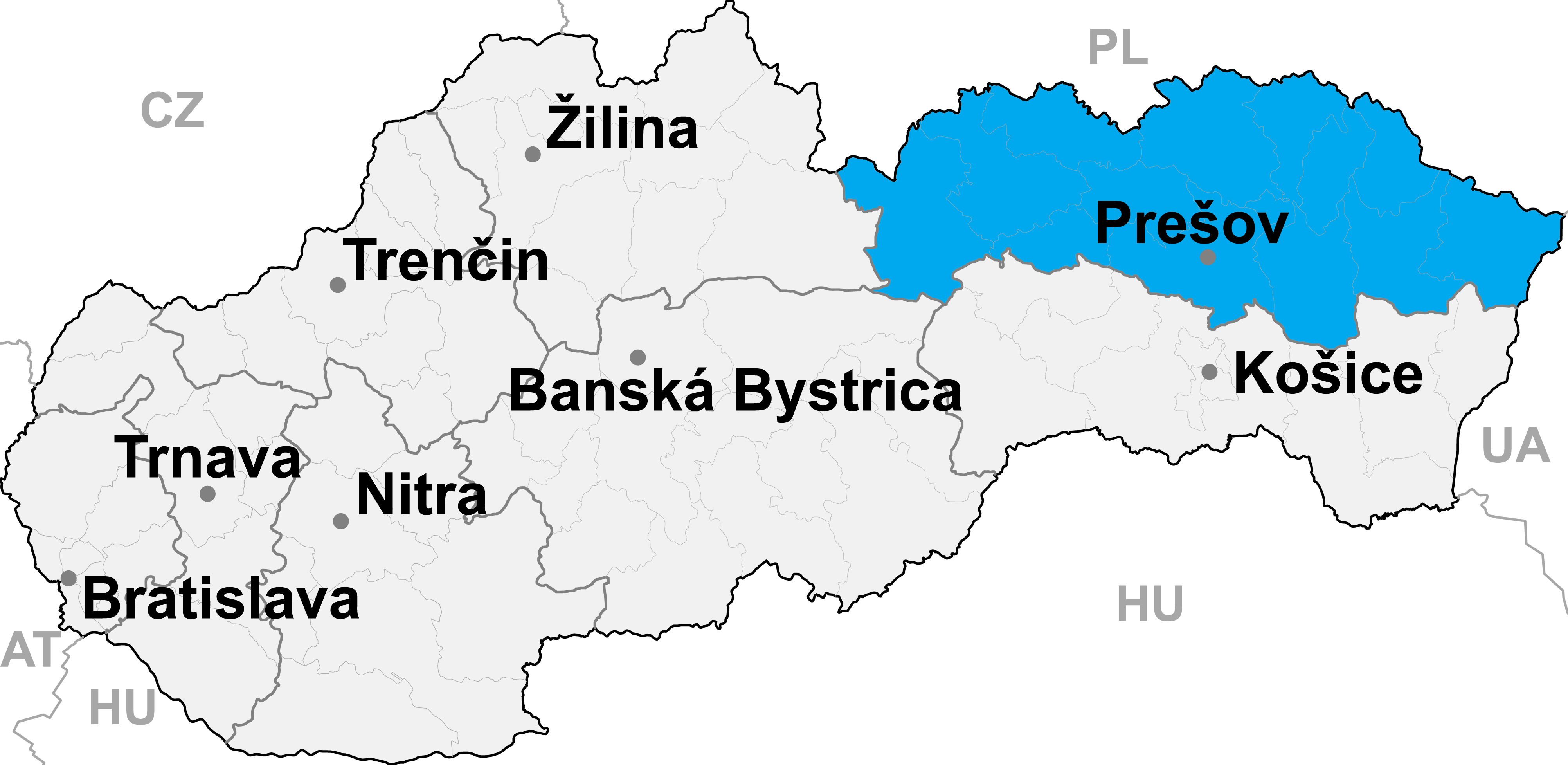

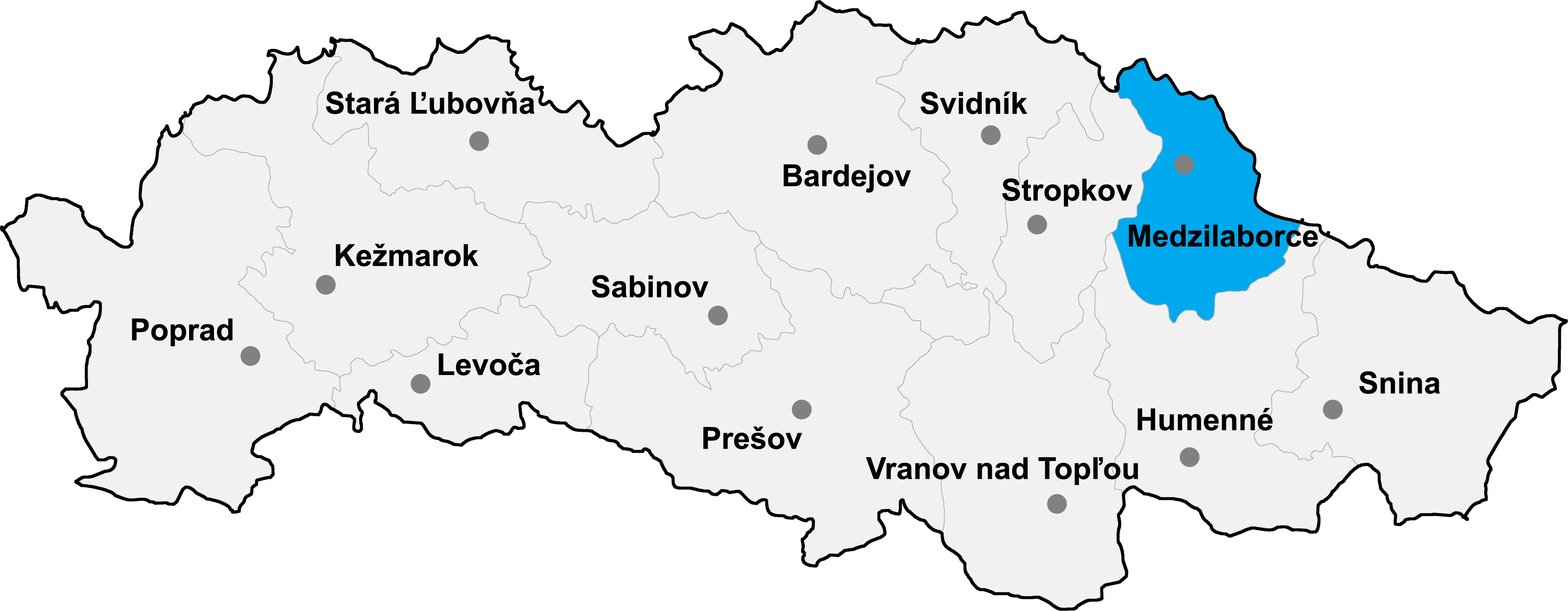

49°16′16″N 21°54′13″E / 49.27111°N 21.90361°E
梅濟拉博爾采區，是斯洛伐克的一個區，位於該國東部，由普雷紹夫州負責管轄，面積427平方公里，2001年該區人口12,668，人口密度每平方公里30人。